# Leonardo Infante
Leonardo Infante is een gemeente in de Venezolaanse staat Guárico. De gemeente telt 131.000 inwoners. De hoofdplaats is Valle de la Pascua.